# 金春燮
金 春燮（キム・チュンソプ、朝鮮語: 김춘섭 ）は、朝鮮民主主義人民共和国の政治家。朝鮮労働党軍需工業担当書記、朝鮮民主主義人民共和国国防委員会委員などを歴任。

## 経歴
出生地や生年月日など詳しいことはわかっていない。2010年に慈江道党委員会書記に就任し、2013年に慈江道党委員会責任書記に就いた。2015年4月に開かれた、最高人民会議第3期第3回会議で朴道春の後任として朝鮮民主主義人民共和国国防委員会委員に補選された。就任時期は不明であるが、国防委員に任命された時には朝鮮労働党軍需工業担当書記に就任している。2016年に設置された朝鮮民主主義人民共和国国務委員会の委員に選出されなかった。

## 参考サイト
- 북한정보포털

| 先代柳英燮 | 慈江道党委員会責任書記2013年 - 2015年 | 次代金才龍 |